# Coua delalandei
El cúa de Delalande (Coua delalandei) es una especie extinta de ave cuculiforme de la familia Cuculidae que vivió hasta el siglo XIX en las selvas de Ile de Sainte-Marie, isla situada en la coste de Madagascar. Era un cuco de gran tamaño (50-55 cm), y vivía en el suelo, donde apenas volaba; se desplazaba a pequeños saltos y se alimentaba casi exclusivamente a base de caracoles, cuyas conchas rompía golpeándolos contra una piedra. Actualmente solo quedan diez restos disecados en algunos museos.
Llamado así en honor a su descubridor, Delalande, quien envió un espécimen al Museo de París donde fue descrito en 1828, desde su lugar originario, una pequeña zona restringida al noroeste de Madagascar.
Según uno de los pocos escritos existentes sobre esta especie, existió un cuco que vivió en cautividad algunos meses, comportándose como una urraca, respondiendo a la llamada del dueño con un canto limitado a un cru-cru modulado.
No se sabe nada sobre su reproducción ni tampoco sobre la fecha concreta de su extinción, que se supone en torno a 1870. Se considera que su causa fue la deforestación de la isla, aunque la depredación por parte de las ratas introducidas también pudo contribuir a ello.